# Fosfataza
Fosfataza je enzim koji uklanja fosfatnu grupu sa svog supstrata hidrolizom monoestara fosforne kiseline u fosfatni jon i molekul sa slobodnom hidroksilnom grupom. Ova reakcija je u direktnoj suprotnosti sa reakcijama fosforilaza i kinaza, koje dodaju fosfatne grupe na njihove supstrate koristeći energetske molekule kao što je ATP. Fosfataza prisutna kod mnogih organizama je alkalna fosfataza.
Proteinska fosforilacije je veoma česta i vazna forma reverzibilne proteinske posttranslacione modifikacije (PTM). Smatra se da do 30% svih proteina podleže fosforilacije. Proteinske kinaze (PK) su efektori fosforilacije i katalizuju transfer γ-fosfata sa ATP na specifične aminokiseline na proteinima. Kod sisara postoji nekoliko stotina proteinskih kinaza. One su klasifikovane u distinktne super-familije. Proteini su fosforilisani predominantno na Ser, Thr i Tyr ostacima, što kod sisara sačinjava 86, 12 i 2% fosfoproteoma, respektivno. U kontrastu s tim, protein fosfataze (PP) su primarni efektori defosforilacije i mogu se grupisati u tri glavne klase na osnovu sekvence, strukture i katalitičke funkcije. Najveća PP klasa je familija fosfoproteinskih fosfataza (PPP) u koju se ubrajaju PP1, PP2A, PP2B, PP4, PP5, PP6 i PP7. Familija proteinskih Tyr fosfataza je druga grupa, a aspartat-bazirane proteinske fosfataze su treća.

## Mehanizam
Cistidin difosfati (CDP) katalizuju hidrolizu fosfoestarske veze putem fosfo-cistein intermedijara.
Slobodni cisteinski nukleofil formira vezu sa atomom fosfora fosfatne grupe, i P-O veza između fosfatne grupe i tirozina se protonuje, bilo prikladno pozicionirananim kiselim aminokiselinskim ostatkom (Asp na dijagramu) ili molekulom vode. Fosfo-cisteinski intermedijer se zatim hidrolizuje još jednim molekulom vode, čime se regeneriše aktivno mesto za sledeću reakciju defosforilacije.
Metalo-fosfataze (npr. PP2C) koordiniraju dva katalitički esencijalna metalna jona u njihovom aktivnom mestu. Identitet tih metalnih jona nije nije dovoljno razjašnjen. Postoji evidencija da oni mogu da biti: magnezijum, mangan, gvožđe, cink, ili njihove kombinacije. Smatra se da hidroksilni jon koji premošćuje dva metalna jona učestvuje u nukleofilnom napadu na jon fosfora.

## Pod-tipovi
Fosfataze se mogu podeliti na osnovu njihove supstratne specifičnosti. 
| Klasa                              | Primer | Supstrat                            | Referenca |
| ---------------------------------- | ------ | ----------------------------------- | --------- |
| Tirozin-specifične fosfataze       |        | Fosfo-Tirozin                       | [ 2 ]     |
| Serin/Treonin specifične fosfataze |        | Fosfo-Serin/Treonin                 | [ 3 ]     |
| Fosfataze dualne specifičnosti     | do     | Fosfo-Tirozin/Serin/Treonin         | [ 4 ]     |
| Histidinske fosfataze              |        | Fosfo-Histidin                      | [ 5 ]     |
| Lipidne fosfataze                  |        | Fosfatidil-Inozitol-3,4,5-Trifosfat | [ 6 ]     |

## Literatura
- Nicholas C. Price; Lewis Stevens (1999). Fundamentals of Enzymology: The Cell and Molecular Biology of Catalytic Proteins (Third изд.). USA: Oxford University Press. ISBN 019850229X.
- Eric J. Toone (2006). Advances in Enzymology and Related Areas of Molecular Biology, Protein Evolution (Volume 75 изд.). Wiley-Interscience. ISBN 0471205036.
- Branden C; Tooze J. Introduction to Protein Structure. New York, NY: Garland Publishing. ISBN 0-8153-2305-0.
- Irwin H. Segel. Enzyme Kinetics: Behavior and Analysis of Rapid Equilibrium and Steady-State Enzyme Systems (Book 44 изд.). Wiley Classics Library. ISBN 0471303097.

1. ↑  Barford D (1996). „Molecular mechanisms of the protein serine/threonine phosphatases”. Trends Biochem. Sci. 21 (11): 407—12. PMID 8987393. doi:10.1016/S0968-0004(96)10060-8.
2. ↑  Zhang ZY (2002). „Protein tyrosine phosphatases: structure and function, substrate specificity, and inhibitor development”. Annu. Rev. Pharmacol. Toxicol. 42: 209—34. PMID 11807171. doi:10.1146/annurev.pharmtox.42.083001.144616. Архивирано из оригинала 11. 12. 2019. г. Приступљено 06. 02. 2011.
3. ↑  Mumby MC, Walter G (1993). „Protein serine/threonine phosphatases: structure, regulation, and functions in cell growth”. Physiol. Rev. 73 (4): 673—99. PMID 8415923.[мртва веза]
4. ↑  Camps M, Nichols A, Arkinstall S (2000). „Dual specificity phosphatases: a gene family for control of MAP kinase function”. FASEB J. 14 (1): 6—16. PMID 10627275.
5. ↑  Bäumer N, Mäurer A, Krieglstein J, Klumpp S (2007). „Expression of protein histidine phosphatase in Escherichia Coli, purification, and determination of enzyme activity”. Methods Mol. Biol. 365: 247—60. PMID 17200567. doi:10.1385/1-59745-267-X:247.
6. ↑  Maehama T, Okahara F, Kanaho Y (2004). „The tumour suppressor PTEN: involvement of a tumour suppressor candidate protein in PTEN turnover”. Biochem. Soc. Trans. 32 (Pt 2): 343—7. PMID 15046605. doi:10.1042/BST0320343.

## Spoljašnje veze
- Phosphatases на 